# Desigualtats de Clarkson
En matemàtiques, les desigualtats de Clarkson, que porten el nom de James A. Clarkson, són resultats de la teoria dels espais Lp. Donen límits per a les normes Lp de la suma i la diferència de dues funcions mesurables a Lp en termes de les normes Lp d'aquestes funcions individualment.

## Declaració de les desigualtats
Fem que (X, Σ, μ) sigui un espai de mesura; fem que f, g: X → R siguin funcions mesurables en Lp. Llavors, per a 2 ≤ p < +∞,
{\displaystyle \left\|{\frac {f+g}{2}}\right\|_{L^{p}}^{p}+\left\|{\frac {f-g}{2}}\right\|_{L^{p}}^{p}\leq {\frac {1}{2}}\left(\|f\|_{L^{p}}^{p}+\|g\|_{L^{p}}^{p}\right).}
Per a 1 < p < 2,
{\displaystyle \left\|{\frac {f+g}{2}}\right\|_{L^{p}}^{q}+\left\|{\frac {f-g}{2}}\right\|_{L^{p}}^{q}\leq \left({\frac {1}{2}}\|f\|_{L^{p}}^{p}+{\frac {1}{2}}\|g\|_{L^{p}}^{p}\right)^{\frac {q}{p}},}
on
{\displaystyle {\frac {1}{p}}+{\frac {1}{q}}=1,}
per exemple, q = p ⁄ (p − 1).
El cas p ≥ 2 és una mica més fàcil de demostrar, ja que és una simple aplicació de la desigualtat triangular i la convexitat de
{\displaystyle x\mapsto x^{p}.}